# Premios Mestre Mateo 2013

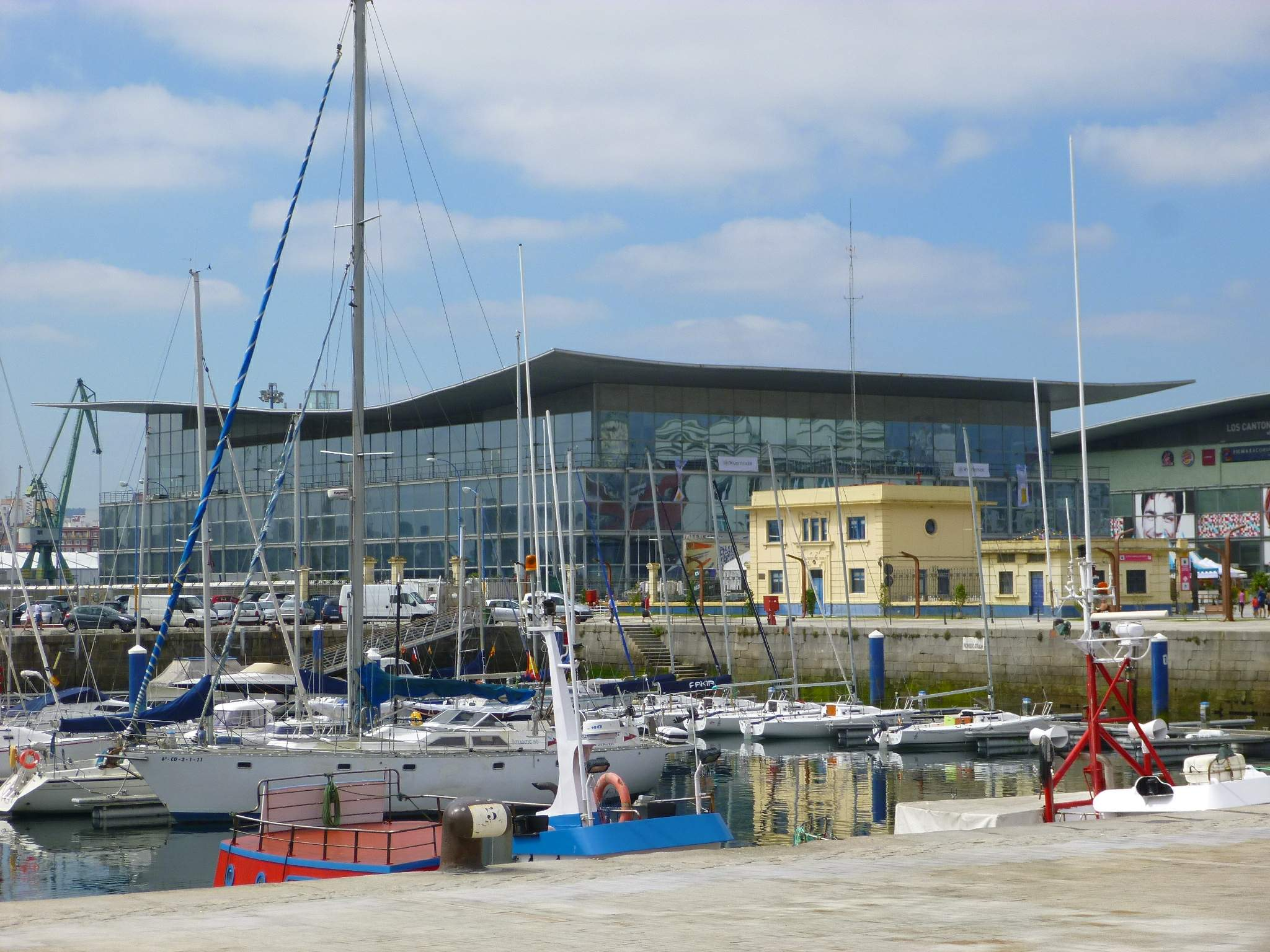
La Coruña - Puerto y Palacio de Exposicións e Congresos (PALEXCO)

La XII edición de los Premios Mestre Mateo, que galardonaron a las producciones audiovisuales de Galicia del año 2013, se celebró el 12 de abril de 2014 en el PALEXCO (Palacio de exposiciones y congresos) de La Coruña. Durante la ceremonia, la Academia Gallega del Audiovisual presentó los Premio Mestre Mateo en 26 categorías. 

El 24 de febrero de 2014, en un acto celebrado en el Auditorio Gaviota de PALEXCO, en La Coruña; los actores Roberto Vilar y Giselle Llanio, dieron a conocer los finalistas.
El largometraje Somos gente honrada estaba nominada a 13 premios. La siguiente producción en número de candidaturas fue la serie de televisión Era visto!, con 9 candidaturas. Le sigue la serie televisiva Luci con 8 candidaturas; la miniserie de televisión Salazón (una coproducción de TV3 y TVG que se llamó Salgadura en gallego y Salaó en catalán), con siete y la película Inevitable, con seis nominaciones.

## Premios
Los ganadores son los que aparecen en primer lugar y destacados en letra gruesa.
| Mejor film | Mejor director |
| --- | --- |

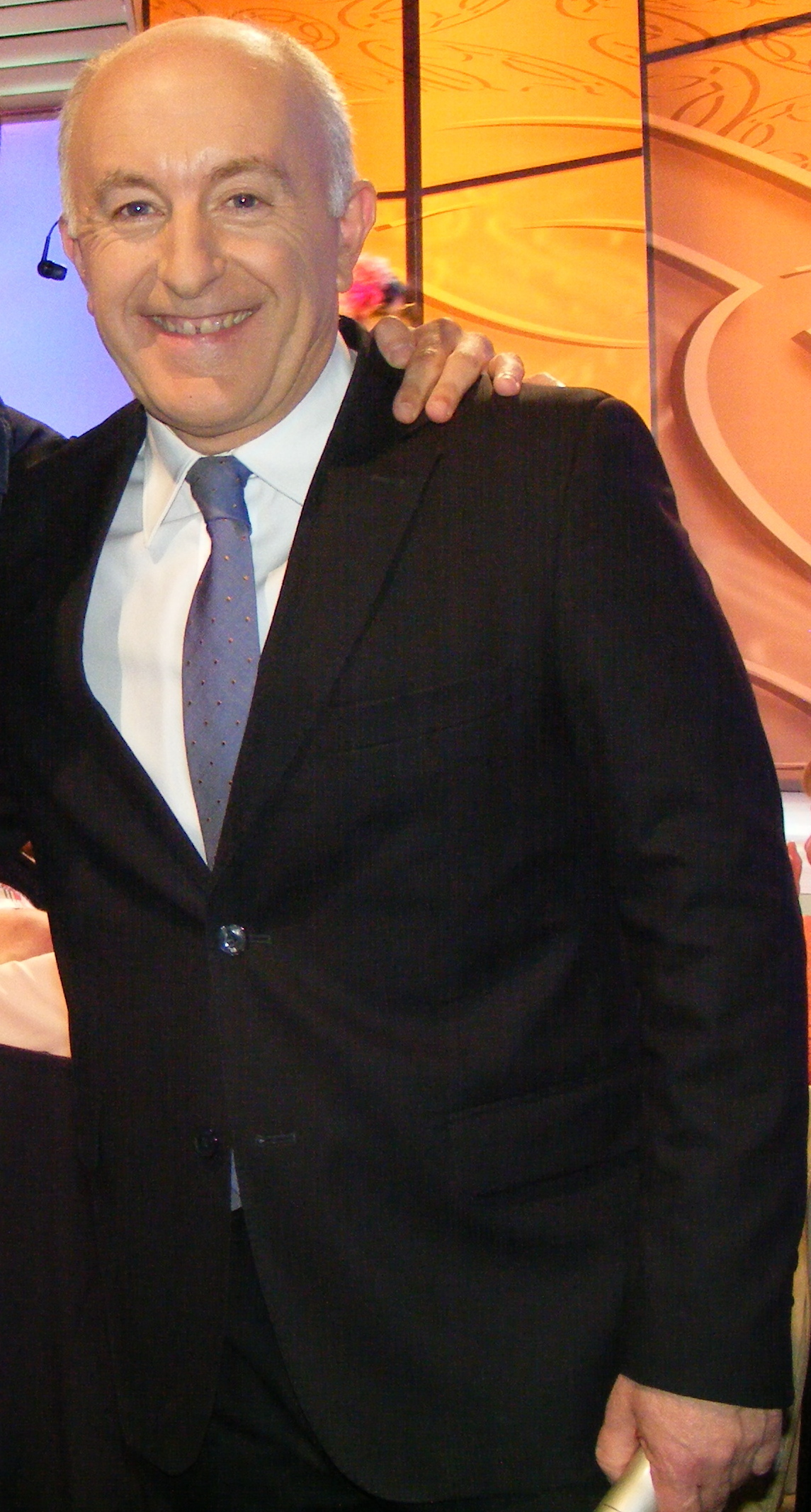
Xosé Ramón Gayoso, mejor comunicador

| - Somos gente honrada – Vaca Filmes y Él Terrat - 9 olas – Noveolas Producciones y TVG - El árbol magnético – De Dos35 Producciones y Parox - Inevitable – Adivina Producciones, TVG y Zarlek                                                | - Alejandro Marzoa – Somos gente honrada - Alfonso Zarauza – Encallados - Carlos Sedes – Gran Hotel - Jorge Coira – Luci                                                                                          |
| Mejor actor | Mejor actriz |
| - Miguel de Lira - Somos gente honrada - Antonio Durán "Morris" – Padre Casares - Federico Pérez Rey – Era visto! - Julio Abonjo – Encallados                                                                                                | - Isabel Blanco - Todos los santos - Mercedes Castro – Padre Casares - Nuncy Valcárcel – Luci - Patricia Vázquez – Era visto!                                                                                     |
| Mejor actor secundario | Mejor actriz secundaria |
| - Ricardo de Barreiro - Somos gente honrada - Federico Luppi – Inevitable - Manuel Manquiña – Era visto! - Pedro Alonso – Gran Hotel | - Isabel Risco - Era visto! - Covadonga Berdiñas – Padre Casares - Mabel Rivera – Inevitable - Marta Larralde – Gran Hotel                                                                                        |
| Mejor guion | Mejor realizador |
| - Somos gente honrada - Miguel Ángel Blanca y Alejandro Marzoa - Era visto! – Carlos Aires, Xosé Castro y Andrés Mahía - Salazón – Miguel-Anxo Murado y Carmen Abarca - Luci – Pepe Coira, Araceli Gonda y Jorge Coira                       | - Galegos no mundo - Mónica Ares, Toño López e Isabel Caamaño - Luar – Carola Prego Grueiro - Reporteiros – Rubén García Loureda - Verbas van – Xosé Luis Piñeiro                                                 |
| Mejor videoclip | Mejor documental |
| - Cuanto de Sirena (Piti Sanz) – Piti Sanz - Acción-Reacción (Machina) – Píxel Films - Fábula (Juan Dorá) – Una Décima de Segundo Producciones y Astrágalo Studio - La primera vez (Inculpados) – Inculpados y José Luis González G. Barceló | - Costa da morte – Zeitun Films - A pegada dos avós – EAF Producciones - Toñito Blanco, só, perdido e vicioso – Xosé Zapata y TVG - A última viaxe do afiador – Muñeca Lareta y Aitor Rei                         |
| Mejor serie de televisión | Mejor programa de televisión |
| - Era visto! – Producciones Zopilote para TVG - Gran Hotel – Bambú Producciones - Luci – Portocabo y TVG - Padre Casares – Voz Audiovisual para TVG                                                                                          | - Zigzag diario – TVG - Galegos no mundo – Portocabo y TVG - [A casa da conexa] – Ficción Producciones y [TVG] - Luar –[TVG]                                                                                      |
| Mejor dirección de producción | Mejor dirección artística |
| - María Liaño – Todos los santos - Bernat Manzano –Somos gente honrada - Carlos Amoedo – Salazón - Laura Cuevas – El faro | - Marta Villar – Salazón - Ángel de lana Cruz, Rosario Carballo y Noelia Vilaboa – Todos los santos - Curru Garabal – Somos gente honrada - Suso Montero – [A casa da conexa]                                     |
| Mejor comunicador de televisión | Mejor montaje |
| - Xosé Ramón Gayoso – Luar - Fernanda Tabarés – Veía V - Terio Carrera – Telediario-Serán Deportes - Xosé Antonio Touriñán – [A casa da conexa]                                                                                              | - Encallados – Adrián Pendiente - Inevitable – Guillermo Represa - Gran Hotel – Julia Juanatey - Somos gente honrada – Sofi Escudero y David Gallart                                                              |
| Mejor música original | Mejor son |
| - Inevitable – Berrogüeto - Somos gente honrada – Sergio Moure de Oteyza - Salazón – Xavier Font - Era visto! – Piti Sanz | - Salazón – David Machado, Dani Zacarías y Enric Triviño - Inevitable – José Alberto Suárez y Pablo Beade - Luci – Juan Gay - Somos gente honrada – Vasco Pimentel, Marc Bech y Jordi Monrós                      |
| Mejor fotografía | Mejor maquillaje y peluquería |
| - Encallados – Alberto Díaz “Bertitxi” - Somos gente honrada – Arnau Valls Colomer - Salazón – Marta Villar - [A casa da conexa] – Suso Montero                                                                                              | - Somos gente honrada – Susana Veira y Erea Pérez - Era visto! – Ana Coya - Luci – Natalia Arcay - [A casa da conexa] – Trini F. Silva                                                                            |
| Mejor serie web | Mejor producción de publicidad |
| - Entre Pipas – Cassinello Arias Rizzi - Canillejas – Pablo Fontenla y Manuel Barreiro - Joke Business – Israel Nava y Déborah Vukusic - El quid – Raúl García y Bruno Nieto                                                                 | - Estrella Galicia Feliz 2013 – Algarabía Animación - Desconecting! – Congo Producciones - Se chove, que chova! – Congo Producciones - Tino o peregrino e o viño que sabe a festa – Juan Galiñanes y Eve Martínez |
| Mejor cortometraje de imagen real | Mejor cortometraje de animación |
| - 3-1=0 – Olga Osorio y Juan Galiñanes con Píxel Films - Flores para Amalia – Nani Matos - Idiotas – Hipotálamo Films - Real Love – Píxel Films                                                                                              | - Aqua – Algarabía Animación - Cousas de meigas – Firmist Animación - Pepe, o cancodrilo – Bruno Martínez Pérez - Sangre de unicornio – Abrakam Estudio y Uniko Estudio Creativo                                  |
| Mejor diseño de vestuario | Mejor film de televisión |
| - Salazón – María Gil y Sonia Segura - Era visto! – Ana Sánchez - Somos gente honrada – Eva Camino - Luci – Saturna | - Encallados – ZircoZine - Salazón – Continental Producciones, Dream Team Concept, [TVG] y TV3 - Tilda y Jean – Darío Autrán - Todos os santos – Artemática y [TVG]                                               |

## Premios especiales

### Premio de Honor Fernando Rey
- Manuel González Álvarez[5]

## Otras ediciones
| Predecesor: Premios Mestre Mateo 2012 | Premios Mestre Mateo Premios Mestre Mateo 2013 | Sucesor: Premios Mestre Mateo 2014 |